# Домінік Радзивілл (староста книшинський)
Домінік Радзиві́лл (лит. Dominykas Radvila, пол. Dominik Radziwiłł, *1754 — †1798) — державний діяч Великого князівства Литовського в Речі Посполитій. Відомий також як Домінік III Радзивілл.

## Життєпис
Походив з литовського магнатського роду Радзивіллів, Бердичівської лінії, Несвізько-Клецької гілки. Єдиний син Ольбрахта Радзивілла, старости річицького, і Анни Кунегунду Халецької. Народився 1754 року. Здобув домашню освіту. Разом з батьком доєднався до Барської конфедерації. У 1773 році, ймовірно, вимушений був залишити Річ Посполиту. Після повернення у 1776 або 1777 році одружився з представницею роду Чапських.
У 1784 році після смерті тестя отримав староство книшинське. Згодом розлучився з першою дружиною й оженився на Кароліні Францкевич-Радзиміньській. У політичних справах обрав помірковану позиції. 1794 року не підтримав повстання Тадеуша Костюшка. Більше уваги приділяв розбудові маєтку Аннополь, де помер 1798 року.

## Родина
1. Дружина — Констанція, донька Томаша Чапського, старости книшинського.
Діти:
- Марія (1778—1822), дружина генерала Вінцентія Красінського

2. Дружина — Кароліна Францкевич-Радзиміньська.
Діти:
- Олександр (1794—1863), полковник Війська Польського. Від другої дружини Анели Можковської мав сина Вільгепьма Тройдена (1830 – 1883), на якому згасла Бердичівська лінія Радзивіллів.